# 바이올린 소나타 1번 (베토벤)
《바이올린 소나타 1번 라장조, 작품 번호 12-1》은 루트비히 판 베토벤의 세 개의 바이올린 소나타, 작품 번호 12 세트 중 첫 번째 작품이다.

## 작곡
베토벤 초고 연구 분야의 선구자인 구스타프 노테봄은 작품 번호 12의 두 번째 소나타가 1795년에 작곡이 시작되었다고 제안했지만, 최근 연구에 따르면 바이올린 소나타 1번이 포함된 세 개의 소나타는 모두 1797년에서 1798년 사이에 작곡된 것으로 밝혀졌다.

## 출판 및 헌정
바이올린 소나타 1번이 포함된 소나타 세트는 1799년 Tre Sonate by il Clavicembalo o Forte-Piano con un Violino ("바이올린과 함께 하프시코드 또는 포르테 피아노에 의해 연주되는 세 개의 소나타")라는 제목으로 빈의 아르타리아를 통해 출판되었다. 베토벤은 압도적으로 온화한 성질의 아름다움을 지니고 있는 이 소나타 세트를 그의 스승 안토니오 살리에리에게 헌정했다. 아마도 그의 스승이 그의 경력을 더 증진시킬 수 있기를 바라는 마음이 곁들여 졌을 것이라고 여겨진다. (베토벤은 살리에리가 모차르트를 독살했다는 추측에 관한 이야기를 들었을 때 분개하며 그 개념을 무시했었다.)

## 음악
빈 고전주의의 소나타 형식을 취하며 생명력이 넘치고 힘찬 에너지가 느껴진다. 오프닝에서부터 모차르트와 그의 동시대 사람들의 많은 바이올린 소나타에는 존재하지 않는, 음악에 대한 활기와 절박함이 이미 느껴진다. 또한, 수많은 관습을 따르지 않는 조성 관계와 외딴 음조로의 여행이 있으며, 피아노가 아닌 바이올린이 먼저 개시 동작을 좇아 서정적 주제를 나타낸다.

## 악장 구성
세 개의 악장으로 구성되며 연주 시간은 약 19분 정도가 소요된다.
소나타는 대위법의 흥미롭고 필요한 요소를 포함하고 있지만, 일부 비평가들이 부자연스럽게 느꼈을 수도 있었을 것 같다고 생각할 수 있는 약간의 탁월함의 악장으로 시작된다. 각 악장마다 템포의 변화는 거의 나타나지 않는다. 화성은 복잡하지 않고, 주요 3화음이 지배적이며, 주로 전위 화음이 사용되었다.

### 1악장. 알레그로 콘 브리오 (라장조)
4/4 박자, 소나타 형식, 연주 시간은 7분 정도이다.
생기있고 발랄한 악장으로, 처음부터 바이올린의 중음 주법으로 주요 화음이 나타난다. 피아노의 명수답게 아르페지오의 급속한 진행이 곳곳에 담겨있다.

### 2악장. 주제와 변주: 안단테 콘 모토 (가장조)
2/4 박자, 변주곡, 제3변주는 가단조, 연주 시간은 7분 정도이다.
주제와 네 개의 변주로 이루어진 차분한 악상의 악장이며, 가단조의 셋잇단 음표가 수반되는 변주로 대립각을 세웠다.

### 3악장. 론도. 알레그로 (라장조)
6/8 박자, 론도, 연주 시간은 5분 정도이다.
활기차고 장난기 있게 쓰여진 론도이며, 훗날 베토벤이 유명해지게 되는 거친 유머의 몇 가지 예를 포함하고 있다.

## 같이 보기
- 베토벤의 바이올린 소나타
- 바이올린 소나타 1-3번, 작품 번호 12 (베토벤)
- 바이올린 소나타 2번 (베토벤)
- 바이올린 소나타 3번 (베토벤)

## 참고 문헌
- CD 박스 세트 베토벤, 슈만, 브람스-바이올린 소나타와 함께 제공되는 소책자. 도이치 그라모폰 프로덕션 (유니버설), 2003.
- Harenberg 문화 가이드 실내악. Brockhaus, Mannheim 2008, ISBN 978-3-411-07093-0
- Jürgen Heidrich : 바이올린 소나타에서 : 베토벤 설명서. Bärenreiter, Kassel 2009, ISBN 978-3476021533. 466-475 쪽.
- “바이올린과 피아노를 위한 소나타 1번 설명”. 《Allmusic》 (영어). 2020년 12월 27일에 확인함.